# Kamieniołom Liban
Kamieniołom Liban – nieczynny kamieniołom wapienia w Dzielnicy XIII Podgórze w Krakowie. Znajduje się między aleją Powstańców Śląskich, ulicą Swoszowicką, Kopcem Krakusa i cmentarzem Podgórskim. Od sierpnia 2022 r. teren dawnego kamieniołomu chroniony jest jako użytek ekologiczny.

## Geologia
Wapienie budujące zrębowe wzgórza Krakowa pochodzą z jury późnej, z piętra oksford. Powstały jako osad na dnie płytkiego i ciepłego morza epikontynentalnego. Tworzyły się w kilku wyraźnie różniących się facjach, a ich miąższość dochodzi do 250–300 m. Dolną część profilu stanowiły wapienie płytowe, wyżej były wapienie cienkoławicowe, skaliste gruboławicowe z krzemieniami i skaliste. Największą wartość użytkową miały gruboławicowe wapienie skaliste z krzemieniami. Główną ich część stanowią wapienie drobnodetrytyczne, prócz nich występują wapienie grubodetrytyczne, pelityczne i kredowe.
Kamieniołom Libana jest jednym z ośmiu kamieniołomów na zrębie Krzemionek. Pozostałe to Szkoła Twardowskiego, Łom Redemptorystów, Kamieniołom pod św. Benedyktem, Kamieniołom Miejski, Bonarka oraz kamieniołomy obozu Plaszow i kamieniołom przy Rynku Podgórskim. Ostatni z kamieniołomów zamknięto w 1986 r.

## Historia
W kamieniołomie Liban wapienie wydobywano już od XIV wieku. Najstarsza część tego kamieniołomu to łom „Za Torem”. Przy wejściu do niego znajduje się niewielki budynek z napisem „Szczęść Boże”.
Nazwa kamieniołomu pochodzi od żydowskiego przedsiębiorcy o nazwisku Bernard Liban. Jego firma produkowała kamień łamany fundamentowy i brukowy oraz wapno budowlane i nawozowe. Pod koniec XIX wieku jako firma „Kamieniołomy i wapienniki Libana i Ehrenpreisa” była największą w tej branży firmą w Krakowie. W latach 1928–1941 działała pod nazwą „Krakowskie Wapienniki i Kamieniołomy SA w Krakowie”. W październiku 1942 r. przejęli ją okupanci niemieccy i założyli Obóz Karny Służby Budowlanej, znany pod potoczną nazwą Liban, a więźniowie tego obozu pracowali w kamieniołomie. Jedna z więźniarek pisze: Mrozy były ostre, wiatr dął i ścinał nam skórę na policzkach. 70 kobiet więźniarek ze mną na czele ciągło pięć lorek pełnych kamieni zamiast maszyny parowej. Droga pod górę 4 km.
Kamieniołom funkcjonował również po II wojnie światowej. Ostatecznie zamknięto go w 1986 r. i przekazano nowo powstałej fundacji miejskiej „Centrum Edukacji Kulturowej i Ekologicznej”. Planowała ona przekształcić kamieniołom w „Podgórski Zespół Wypoczynkowy”. Brak środków finansowych i protesty przeciwników tego centrum spowodowały, że projektu nie zrealizowano, a kamieniołom przekazano Przedsiębiorstwu Gospodarki Komunalnej, które nieudolnie zarządzało nim w latach 1988–2004. Do 2019 roku w kamieniołomie nic się nie dzieje. Piece do wypalania wapieni, stalowe młyny i inny sprzęt niszczeją, a kamieniołom zarasta drzewami.
Wyrobisko kamieniołomu ma powierzchnię 18 ha. W 1993 roku na terenie kamieniołomu realizowano sceny do filmu „Lista Schindlera”.
W 2022 r. teren kamieniołomu został uznany przez Radę Miasta Krakowa za użytek ekologiczny, którego głównym celem jest „ochrona mozaiki ekosystemów samorzutnie wykształconych w dawnym kamieniołomie wapieni, ze szczególnym uwzględnieniem siedlisk przyrodniczych ze stanowiskami rzadkich lub chronionych gatunków zwierząt związanych ze środowiskiem wodnym oraz murawami kserotermicznymi, ich ostoi oraz miejsc rozmnażania, sezonowego przebywania”.

## Wspinaczka
Wejście do kamieniołomu znajduje się przy ulicy Za Torem. Pionowe ściany kamieniołomu są miejscem wspinaczki skalnej. W 2005 r. wspinacze zamontowali na fragmencie jego ścian punkty asekuracyjne (ringi i stanowiska zjazdowe), a ścianie nadali nazwę El Pułkownik. Ma wysokość 30 m. Kamieniołom jest strzeżony. Wspinaczka wymaga okazania ochronie dowodu tożsamości i specjalnego oświadczenia wydanego przez Inicjatywę Środowisk Wspinaczkowych „Nasze Skały”.

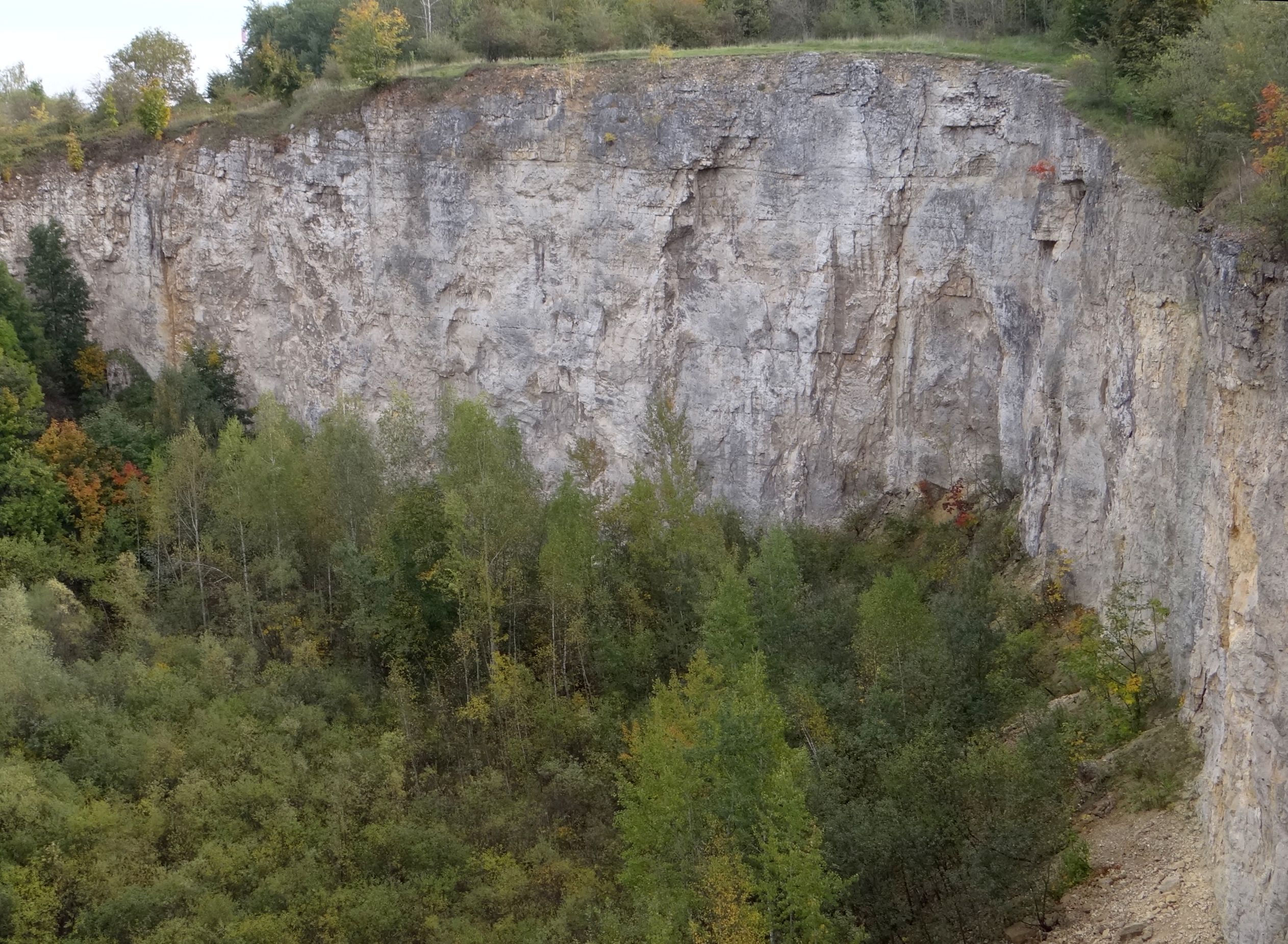
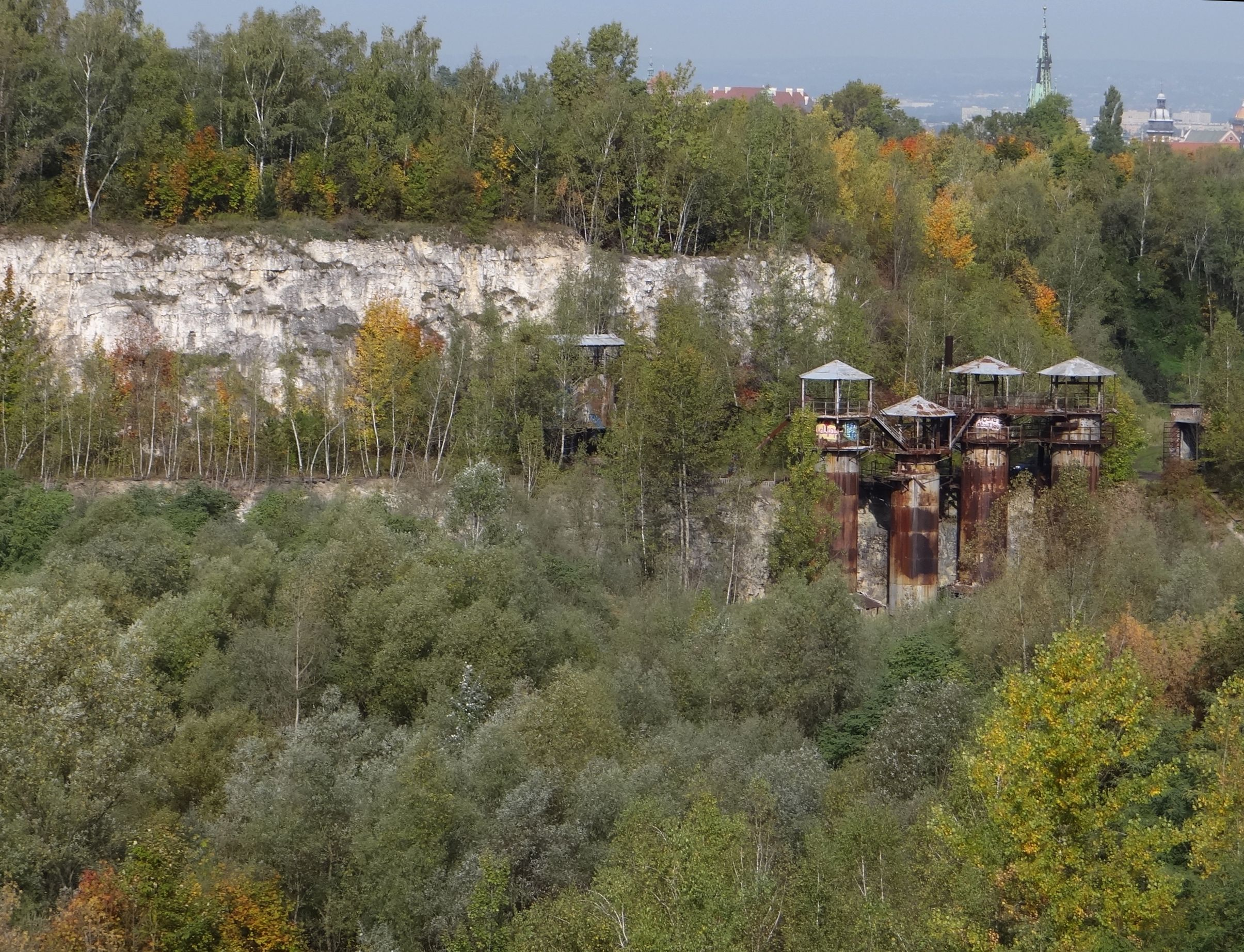
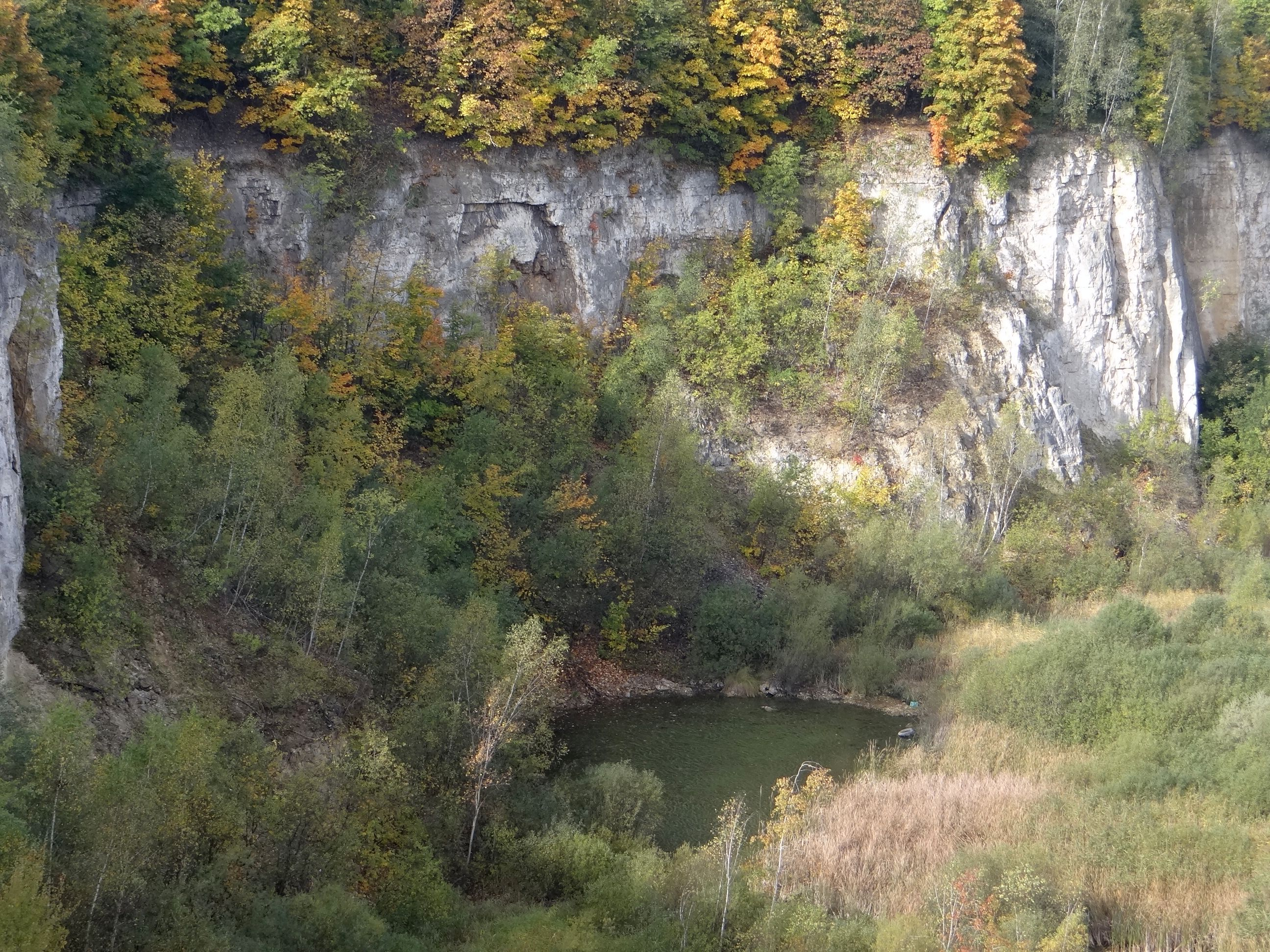
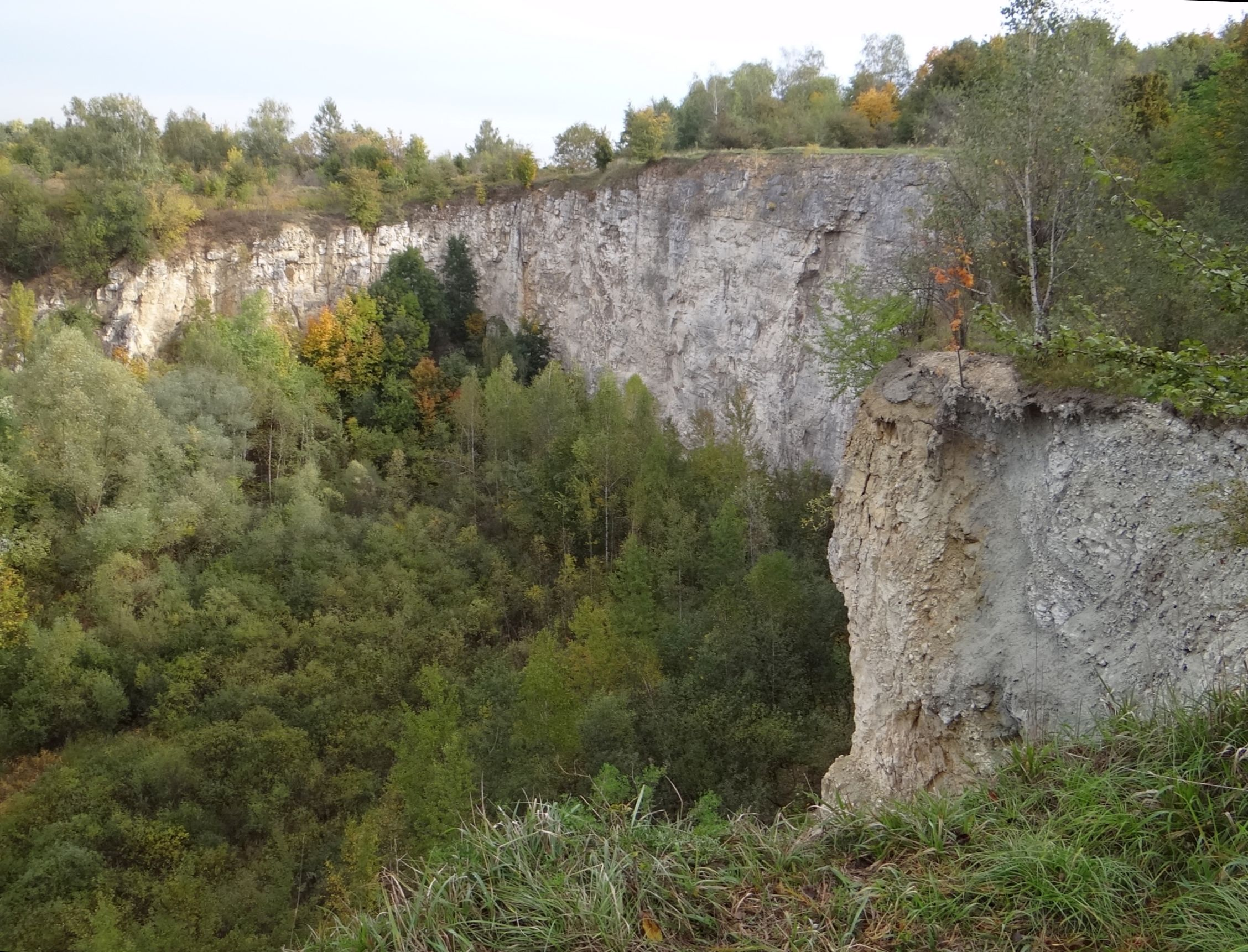
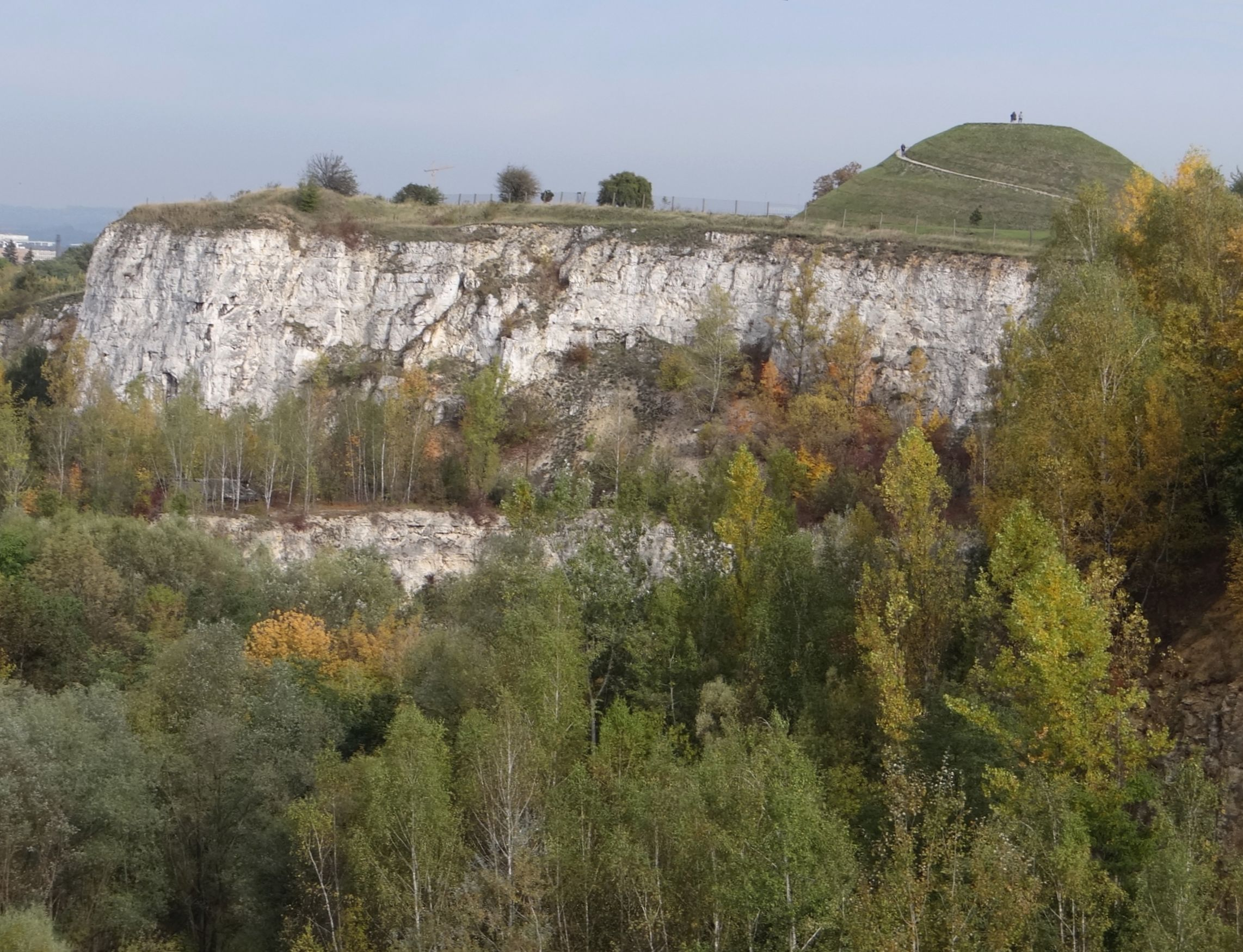
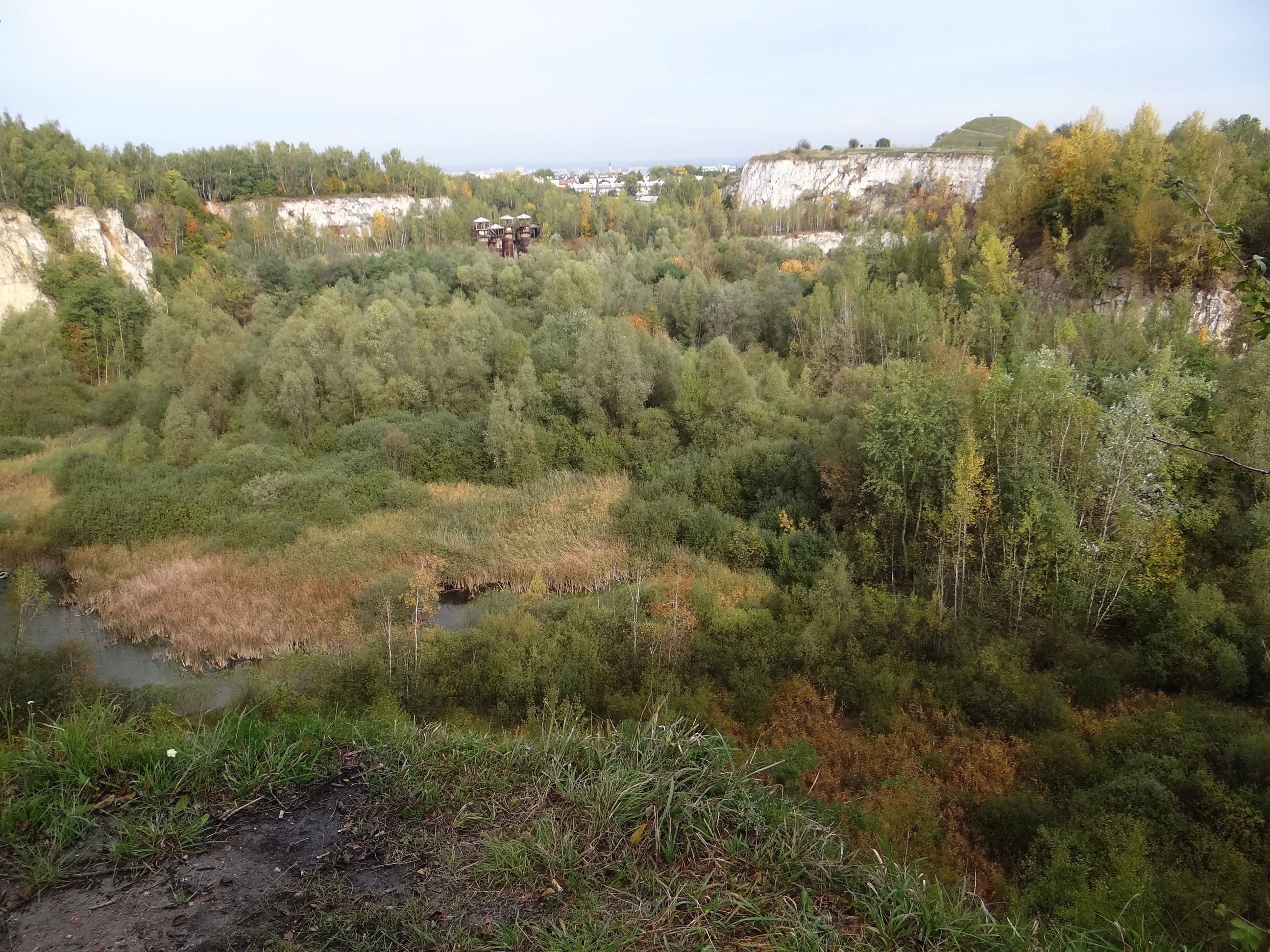
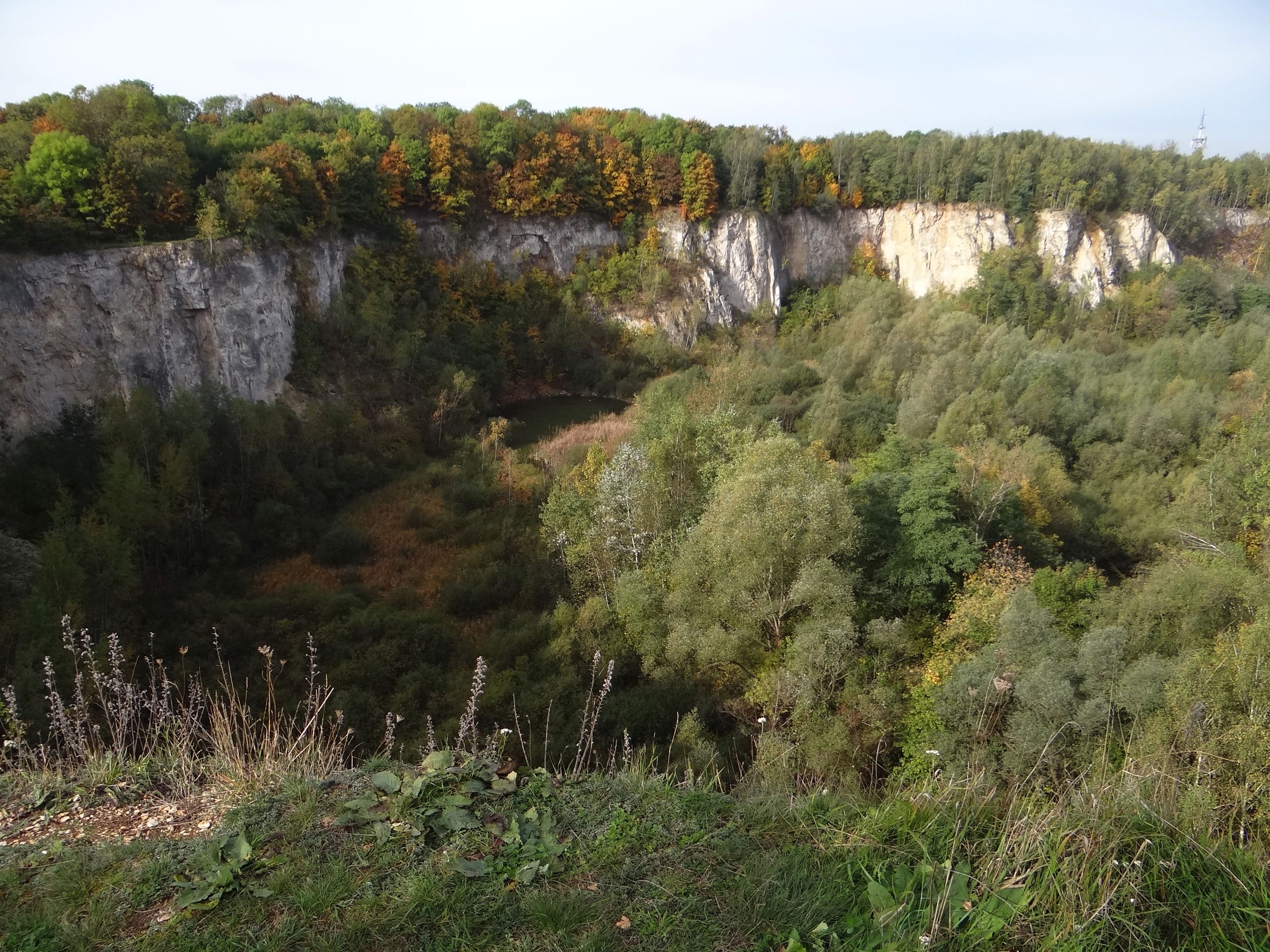
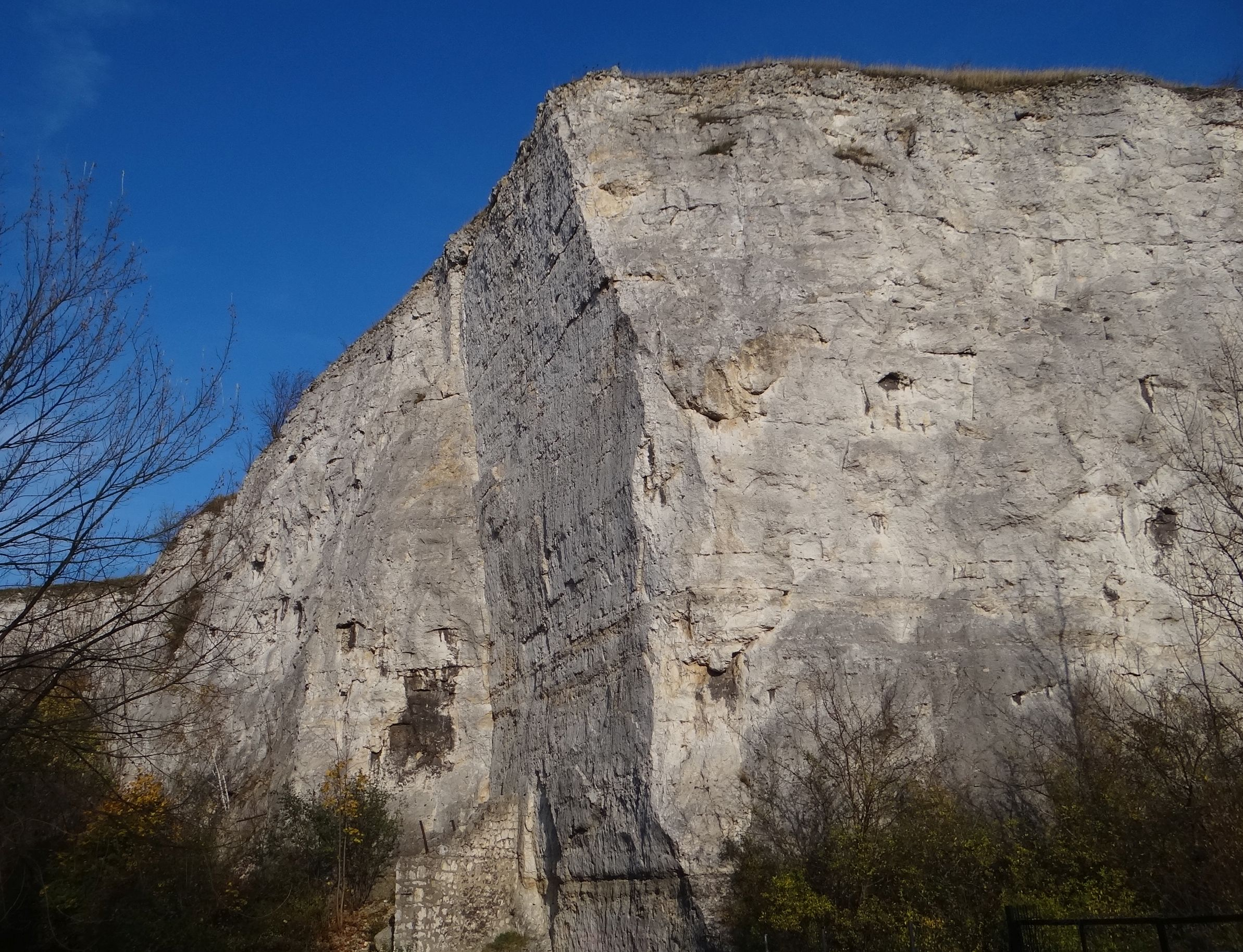
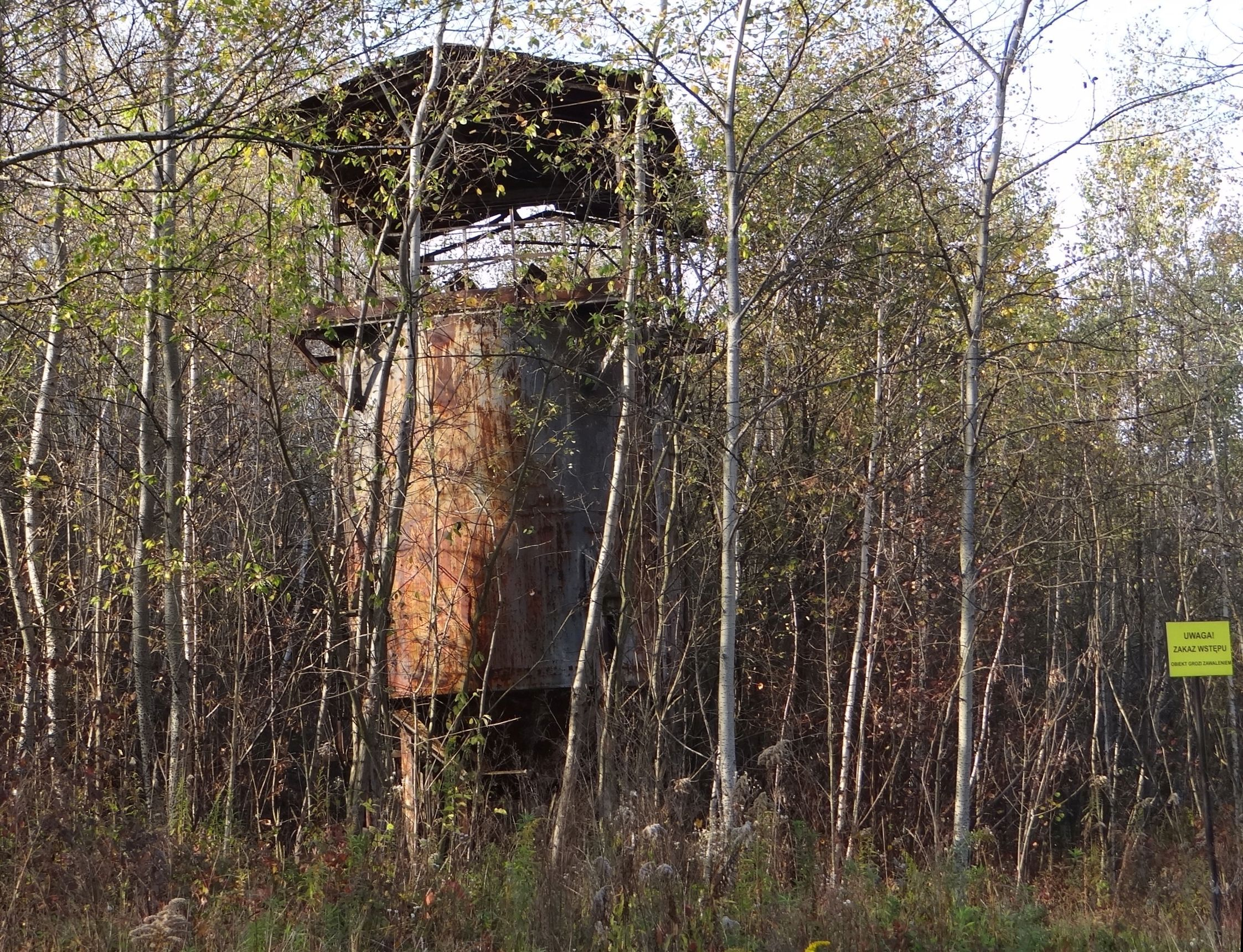
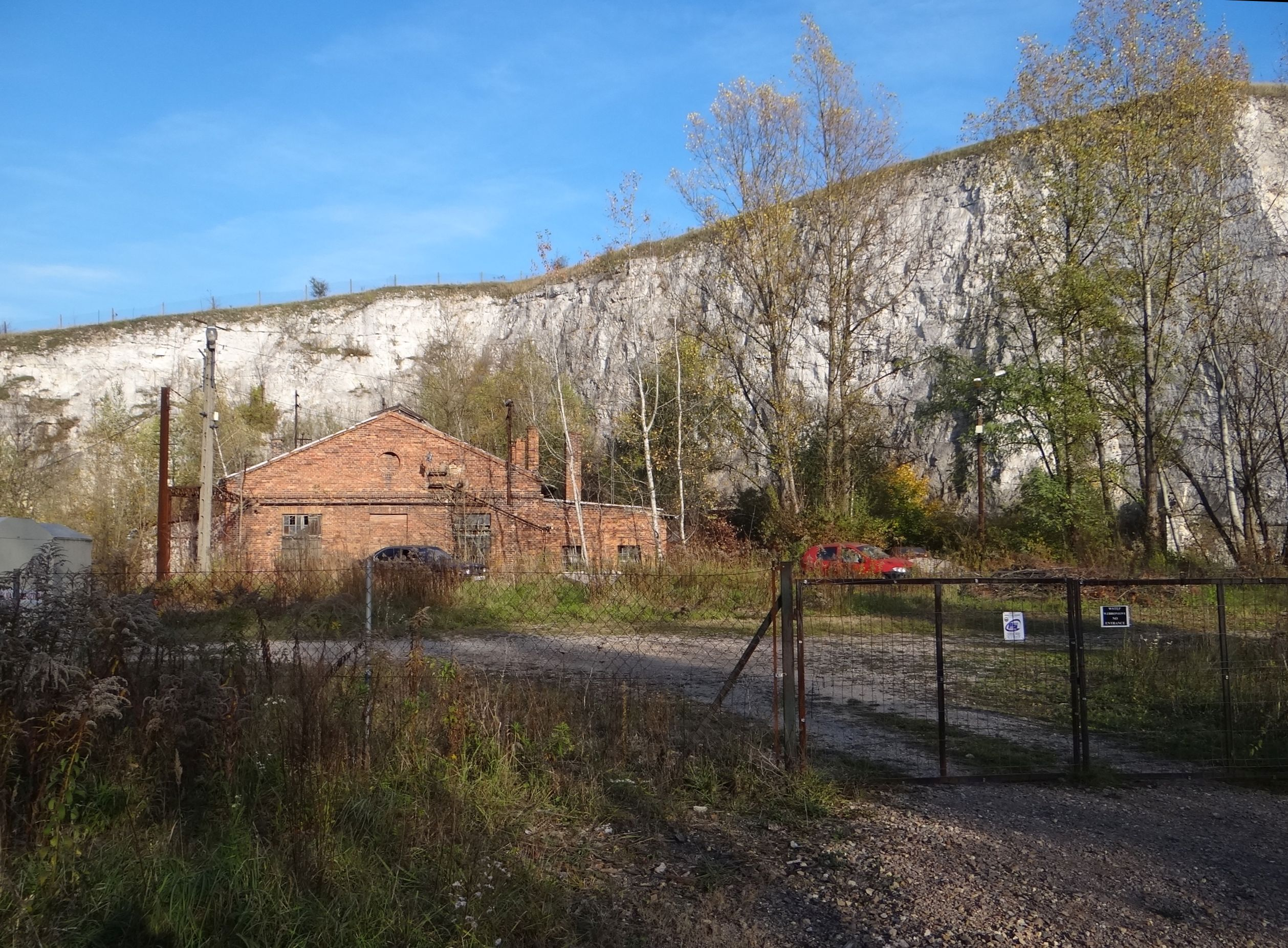